# ديميتري غوز
ديميتري غوز (الروسية: Гузь, Дмитрий Владимирович) هو لاعب كرة قدم روسي في مركز الدفاع، ولد في 15 مايو 1988 في كراسني سولاين في روسيا. لعب مع روتور فولغوغراد ولوخ إينيرجيا فلاديفوستوك.

## وصلات خارجية
- ديميتري غوز على موقع Soccerway.com (الإنجليزية)